# R-Truth
Ronald Aaron «Ron» Killings (Atlanta, Georgia, 19 de enero de 1972) es un luchador profesional y rapero estadounidense. Actualmente trabaja para la WWE bajo el nombre de R-Truth.
Killings es 2 veces Campeón Mundial al poseer el Campeonato Mundial Peso Pesado de la NWA dos veces. También destacan un reinado como Campeón Mundial en Parejas de la TNA, dos reinados como Campeón Hardcore de la WWF, dos reinados como Campeón de los Estados Unidos de la WWE, cincuenta y cuatro veces como Campeón 24/7 de la WWE y uno como Campeón en Parejas de la WWE junto a Kofi Kingston. Además, ganó la segunda temporada del WWE Mixed Match Challenge, junto a Carmella.

## Primeros años
Killings nació en Atlanta, Georgia pero se crio en Charlotte, Carolina del Norte. Para ganar dinero extra cuando tenía poco más de 20 años, Killings vendía cocaína en las calles para obtener ingresos adicionales. Desde muy joven, Killings había desarrollado un amor por el hip hop y el breakdance y asistió a la Escuela Secundaria de la Universidad de Harding, donde compitió en el fútbol junto al futuro segunda base de la MLB Ray Durham. También competiría en atletismo, y fue talentoso en ambos deportes, recibiendo varias becas universitarias, pero los rechazó para seguir una carrera en la música. 
Killings se graduó de la escuela secundaria a los 18 años, pero también continuó traficando drogas para ayudar financieramente a su carrera musical y fue arrestado cuatro veces diferentes, pasando pequeñas cantidades de tiempo en la cárcel antes de pasar 13 meses encarcelado. Killings habló en una entrevista con Lilian García que después de este incidente, había terminado con ese estilo de vida.

## Carrera

### Inicios
Jackie Crockett, camarógrafo de la World Championship Wrestling (WCW), llevó a Killings a varios eventos de lucha libre profesional, para introducirlo a la industria. Killings debutó en 1997 como mánager, para luego viajar junto con Manny Fernández para mejorar su estilo de lucha. En 1999, debutó en la NWA Wildside bajo el nombre de K-Krush, donde ganó el Campeonato Televisivo de la empresa. Killings perdió el título frente a A.J. Styles el 8 de enero de 2000.

### World Wrestling Federation (1999–2001)
Killings firmó en 1999 un contrato de dos años con la World Wrestling Federation, siendo asignado a la empresa de desarrollo Memphis Championship Wrestling. El 12 de abril de 1999, ganó el Campeonato Sureño Peso Pesado de la MCW, perdiéndolo frente a Jerry Lawler el 24 de mayo. Sin embargo, volvió a ganar el título al derrotar a Joey Abs varios meses después el 29 de agosto. El 3 de noviembre, su segundo reinado llegó a su fin cuando fue derrotado por Steve Bradley.
Killings fue promovido al plantel principal como compañero de Road Dogg, debutando el 13 de noviembre de 2000 en Raw, atacando a William Regal durante un combate con Road Dogg. Killings cambió su nombre a K-Kwik y junto con Road Dogg comenzaron a entrar rapeando al ring. En Survivor Series, Killings formó equipo con Road Dogg, Billy Gunn y Chyna para enfrentarse a The Radicalz en la lucha clásica de eliminación. Durante la lucha, Killings fue eliminado por Chris Benoit, y The Radicalz ganó el combate. Luego en Armageddon obtuvo una oportunidad por el Campeonato en Parejas de la WWF, pero la lucha fue ganada por Edge & Christian.
Después del despido de Road Dogg en diciembre de 2000, Killings se transformó en un competidor individual. Participó en el Royal Rumble 2001 pero fue eliminado por The Big Show. Posteriormente, Killings ganó el Campeonato Hardcore en dos ocasiones distintas tras derrotar a Raven, perdiéndolo en ambas ocasiones en menos de un día frente a Crash Holly.
Killings fue despedido de la empresa a mediados de 2001, firmando meses después con la Total Nonstop Action Wrestling (TNA).

### Total Nostop Action Wrestling (2002–2008)

#### 2002–2003

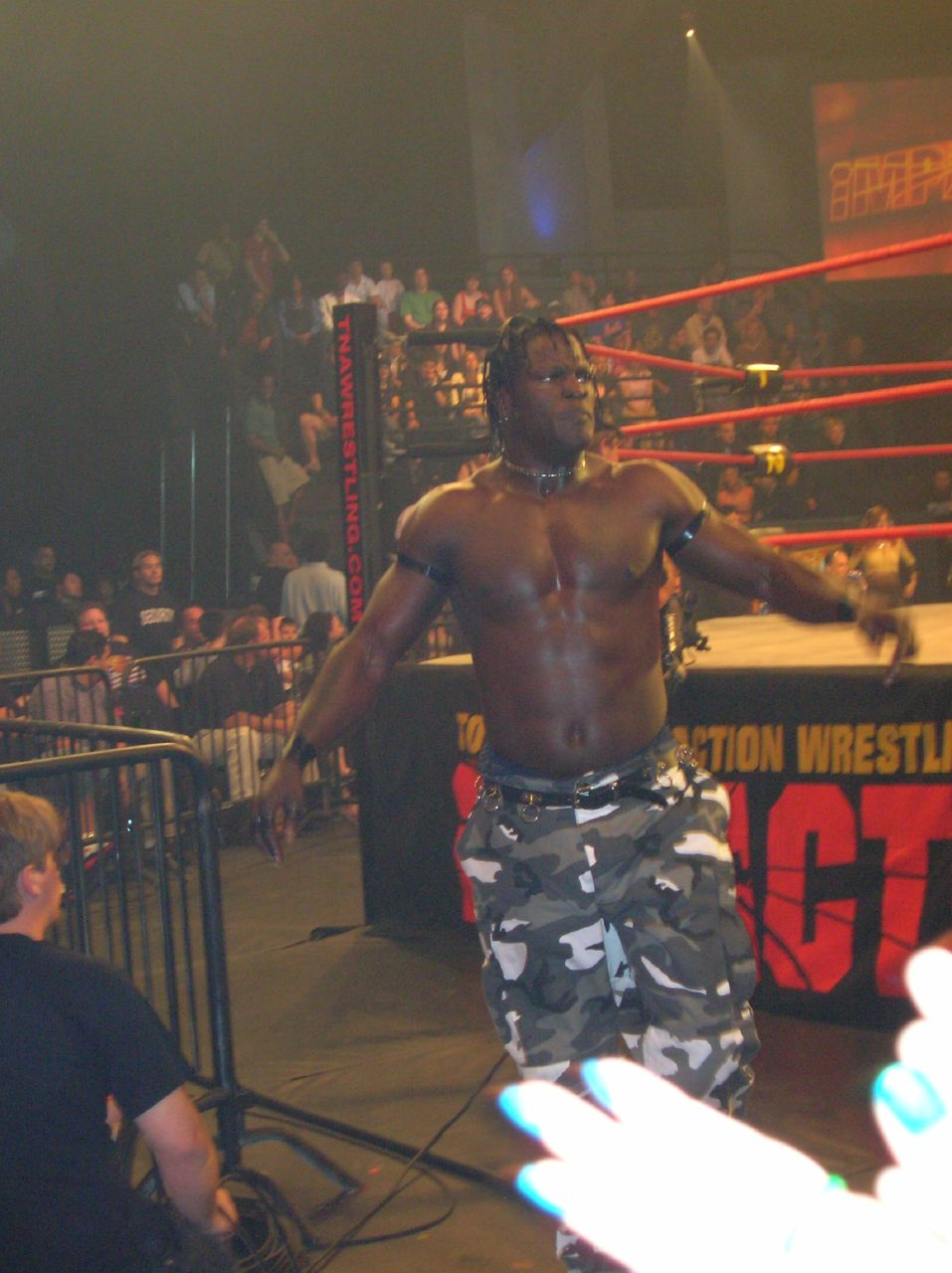
Killings en la TNA.

Killings debutó en la TNA el 19 de junio de 2002, bajo el nombre de K-Krush, entrando en una confrontación con Brian Christopher. Una semana después, Christopher derrotó a K-Krush en su primer combate por la compañía. Sin embargo, Killings y Jeff Jarrett derrotaron a Christopher y Scott Hall cuando Christopher lo traicionó y se unió a Killings y Jarrett.
En julio de 2002, cambió su nombre a Ron "The Truth" Killings y el 7 de agosto ganó el Campeonato Mundial Peso Pesado de la NWA al derrotar a Ken Shamrock. Logró retener el campeonato frente a luchadores como Jerry Lynn, Monty Brown, Low-Ki y Curt Hennig antes de perderlo frente a Jeff Jarrett el 20 de noviembre de 2002. En el combate contra Jarrett, Vince Russo atacó a Killings, volviéndolo face. Antes de finalizar el año, entró en un corto feudo con BG James, el cual culminó cuando Killings y Jerry Lynn derrotaron a BG James y Don Harris. En marzo de 2003, Killings volvió a ser heel cuando atacó a Jeff Jarrett. Una semana después, introdujo a un nuevo guardaespaldas, llamado Nelson Knight, el cual lo ayudaba a ganar combates. Sin embargo, solo días después, volvió a ser face, al unirse a BG James y Konnan.
Killings, James y Konnan formaron un grupo llamado 3Live Kru, el cual debutó el 13 de agosto derrotando a Sinn, Vampire Warrior & Devon Storm. El 12 de noviembre, Killings ganó un combate el cual le dio a 3Live Kru una oportunidad por el Campeonato Mundial en Parejas de la NWA, por lo que el 19 de noviembre lucharon contra los campeones Simon Diamond & Johnny Swinger. Sin embargo, la lucha terminó sin resultado, por lo que los títulos siguieron perteneciendo a Diamond y Swinger. En la revancha de este combate, el 26 de noviembre, Killings, James y Konnan derrotaron a Diamons, Swinger y Glenn Gilberti, ganando el campeonato.

#### 2004
El 28 de enero, 3Live Kru perdió el campeonato en parejas, por lo que ahora el equipo se centró en el deseo de Killings de transformarse en Campeón Mundial Peso Pesado de la NWA otra vez. El 24 de marzo ganó una batalla real que le permitió enfrentarse a Abyss para definir al retador n.º 1, pero fue derrotado en dicho combate. A pesar de aquello el 28 de abril recibió una oportunidad por el título frente a A.J. Styles, donde fue derrotado. Su persecución por el campeonato culminó el 19 de mayo, cuando derrotó a Styles, Chris Harris y Raven, obteniendo el título. Sin embargo su segundo reinado duraría solo dos semanas, debido a que Jeff Jarrett derrotó a Ron Killings, A.J. Styles, Raven y Chris Harris en el primer King of the Mountain el 2 de junio, ganando el Campeonato Mundial Peso Pesado de la NWA.
Killings entró en un feudo con Jarrett y el Team Canada durante los meses posteriores. El 23 de junio, derrotó a Jarrett en un combate por el título, pero la decisión fue revertida debido a que Killings usó una guitarra para golpear a Jarrett, por lo que no obtuvo el campeonato. El 2 de julio el Team Canada (Petey Williams, Bobby Rude & Eric Young) derrotaron a 3Live Kru y una semana después Jarrett derrotó a Killings gracias a la distracción de Ken Shamrock. El fin de este feudo llegó cuando el Team Killings (3Live Kru, Dusty Rhodes & Larry Zbyszko) derrotó al Team Jarrett (Jarrett, Shamrock, Onyx, Chad Collyer & Hotstuff Hernández) el 14 de julio de 2004.
Entre agosto y noviembre de 2004, Killing se alejó un poco de 3Live Kru, formando una corta alianza con A.J. Styles y Jeff Hardy, ganando varios combates y permaneciendo invicto en combates en parejas mientras duró esta alianza. En Victory Road, Killings ganó un combate en parejas y los otros dos miembros de 3Live Kru (BG James y Konnan) obtuvieron el Campeonato Mundial en Parejas de la NWA al derrotar a Bobby Rude & Eric Young. Sin embargo, en Turning Point el 5 de diciembre, Young y Rude derrotaron a James y Killings, recapturando el campeonato en parejas.

#### 2005

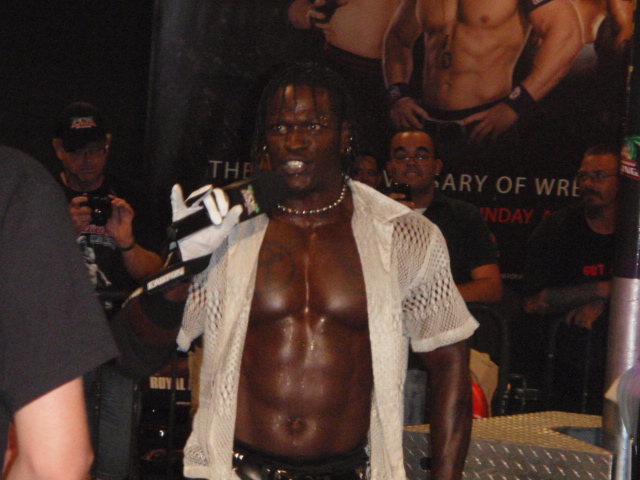
Killings durante una aparición sorpresa en la FCW.

El equipo de Killings entró en un feudo con Christopher Daniels, Frankie Kazarian & Michael Shane, a quienes derrotaron en Final Resolution, pero fueron derrotados en una edición de Impact!. Tras esto, Daniels y Killings volvieron a enfrentarse, esta vez en un combate por el Campeonato de la División X en Destination X, con victoria para el primero.
En julio, debutó en la TNA The Outlaw (luego llamado Kip James), un excompañero de BG James en la WWF. Esto llevó a una storyline en la cual James debió decidirse entre Kip o 3Live Kru, llevando a encuentros entre Killings y Kip James en Hard Justice y Slammiversary, con una derrota y una victoria para Killings, respectivamente. Posteriormente en No Surrender, Kip James y Monty Brown derrotaron al equipo de Killings y Konnan, pero en la revancha en Sacrifice, el segundo equipo salió victorioso. Sin embargo, en este segundo encuentro, BG James ayudó a 3Live Kru, dejando clara su lealtad con el equipo.
Durante los meses posteriores, 3Live Kru volvió a enfeudarse con el Team Canada, intercambiando triunfos y derrotas en los siguientes 4 eventos PPVs de la TNA (Unbreakable, Bound for Glory, Genesis y Turning Point). Cabe destacar que en Genesis, Kip James atacó al Team Canada, uniéndose al grupo de Killings, el cual fue renombrado como 4Live Kru. Sin embargo, en Turning Point, el grupo se disolvió cuando Konnan atacó a Kip.

#### 2006–2007
Killings comenzó una vez más a ser un luchador individual. Se unió con Sting, A.J. Styles y Rhino como "Sting's Warriors" y en Lockdown derrotaron a Jarrett's Army en un combate Lethal Lockdown. El 25 de mayo en Impact!, Killings derrotó a Monty Brown clasificándose al King of the Mountain por el Campeonato Mundial Peso Pesado de la NWA en Slammiversary, pero no logró ganar el campeonato. Killings formó equipo con Lance Hoyt en los meses posteriores, participando en No Surrender y Genesis, con una derrota y una victoria. Posteriormente sufrió una lesión que lo mantuvo inactivo. Regresó a la acción en Slammiversary 2007, pero lo hizo como heel.
El 19 de junio de 2007, Killings intentó dejar la TNA para trabajar en la Asistencia Asesoría y Administración (AAA), pero a pesar de la presión, TNA decidió no despedirlo. Regresó en Hard Justice, confrontando a Pacman Jones. En No Surrender, Adam "Pacman" Jones y Ron Killings derrotaron a Sting y Kurt Angle ganando el Campeonato Mundial en Parejas de la TNA. El 14 de octubre, A.J. Styles y Tomko derrotaron a Killings y al reemplazante de Adam Jones, Consequences Creed, ganando los campeonatos. Poco tiempo después, Killings abandonó la TNA.

### World Wrestling Entertainment / WWE (2008–2025, 2025-actual)

#### 2008–2009

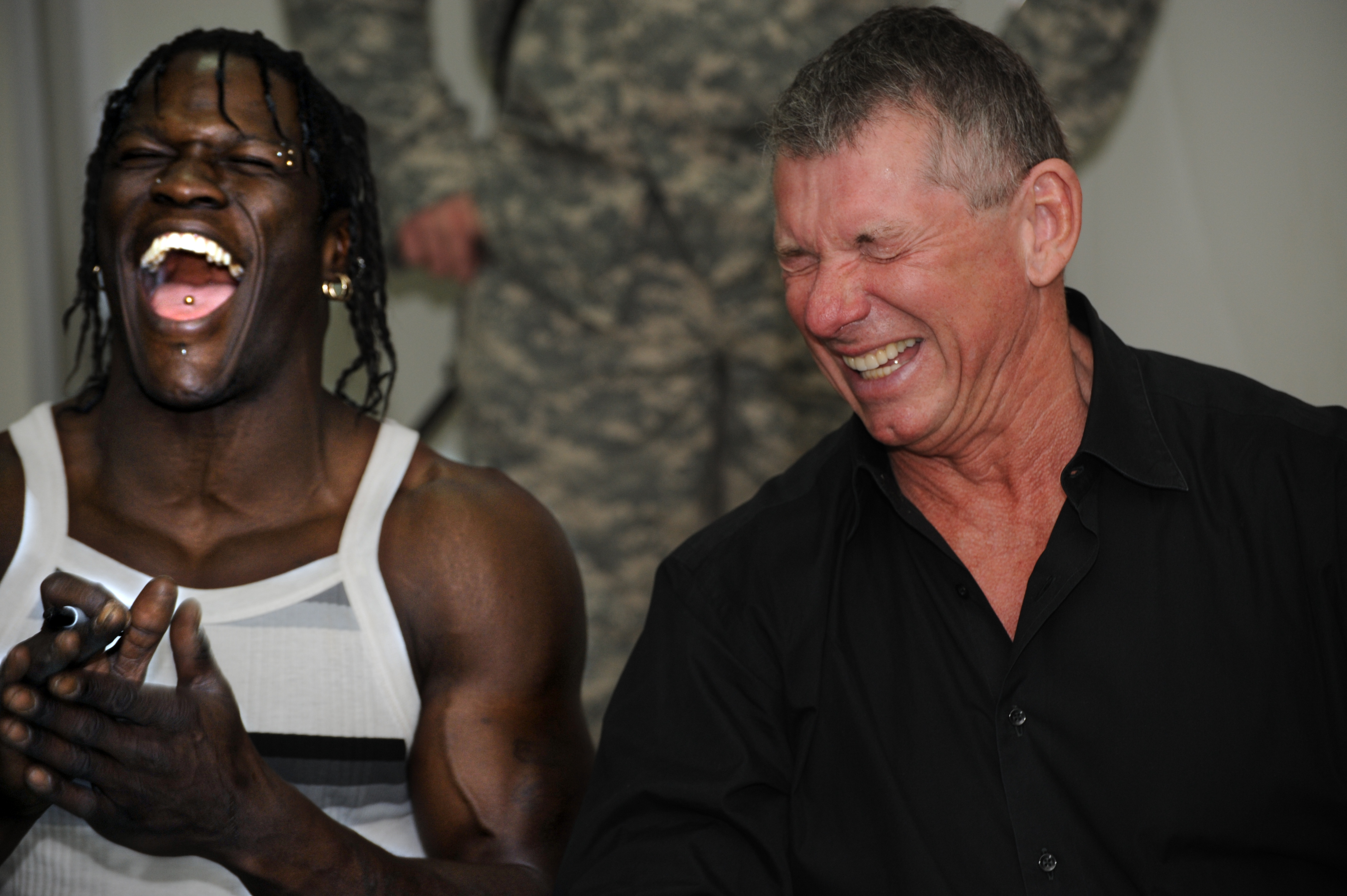
Killings junto a Vince McMahon en Irak.

El 25 de julio comenzaron a emitirse videos anunciando el debut de Killings por la WWE, bajo el nombre de R-Truth. El 29 de agosto, debutó en SmackDown! como face derrotando a Kenny Dykstra. Durante las semanas posteriores permaneció invicto al derrotar a Bam Neely, Chavo Guerrero, Shelton Benjamin y MVP. Recibió su primera derrota por pinfall en Cyber Sunday, donde fue elegido para luchar por el Campeonato de los Estados Unidos frente a Shelton Benjamin, pero no logró ganar la lucha. La semana siguiente en SmackDown! volvió a perder su oportunidad por el campeonato frente a Benjamin. En Survivor Series, su equipo fue derrotado por el equipo de Randy Orton en la lucha de eliminación clásica.
Participó en el Royal Rumble 2009, pero no logró ganar. El 7 de agosto del 2009 en Smackdown, no pudo ganar en un Combate Final de 4 Vías para tener oportunidad de participar en Summerslam 2009 por el Campeonato Intercontinental, siendo Dolph Ziggler el ganador. Posteriormente, el 29 de agosto empezó una rivalidad con el recién llegado Drew McIntyre, culminando en Hell in a Cell, siendo derrotado. En Bragging Rights, el Team SmackDown (Chris Jericho, Kane, R-Truth, Finlay, The Hart Dynasty (David Hart Smith & Tyson Kidd) & Matt Hardy) derrotó al Team RAW (D-Generation X (Triple H & Shawn Michaels), Cody Rhodes, The Big Show, Kofi Kingston, Jack Swagger & Mark Henry) después de una traición de Show.
En Survivor Series el Team Kingston (Kofi Kingston, MVP, Mark Henry, R-Truth & Christian) derrotó al Team Orton (Randy Orton, Ted DiBiase, Cody Rhodes, CM Punk & William Regal).

#### 2010

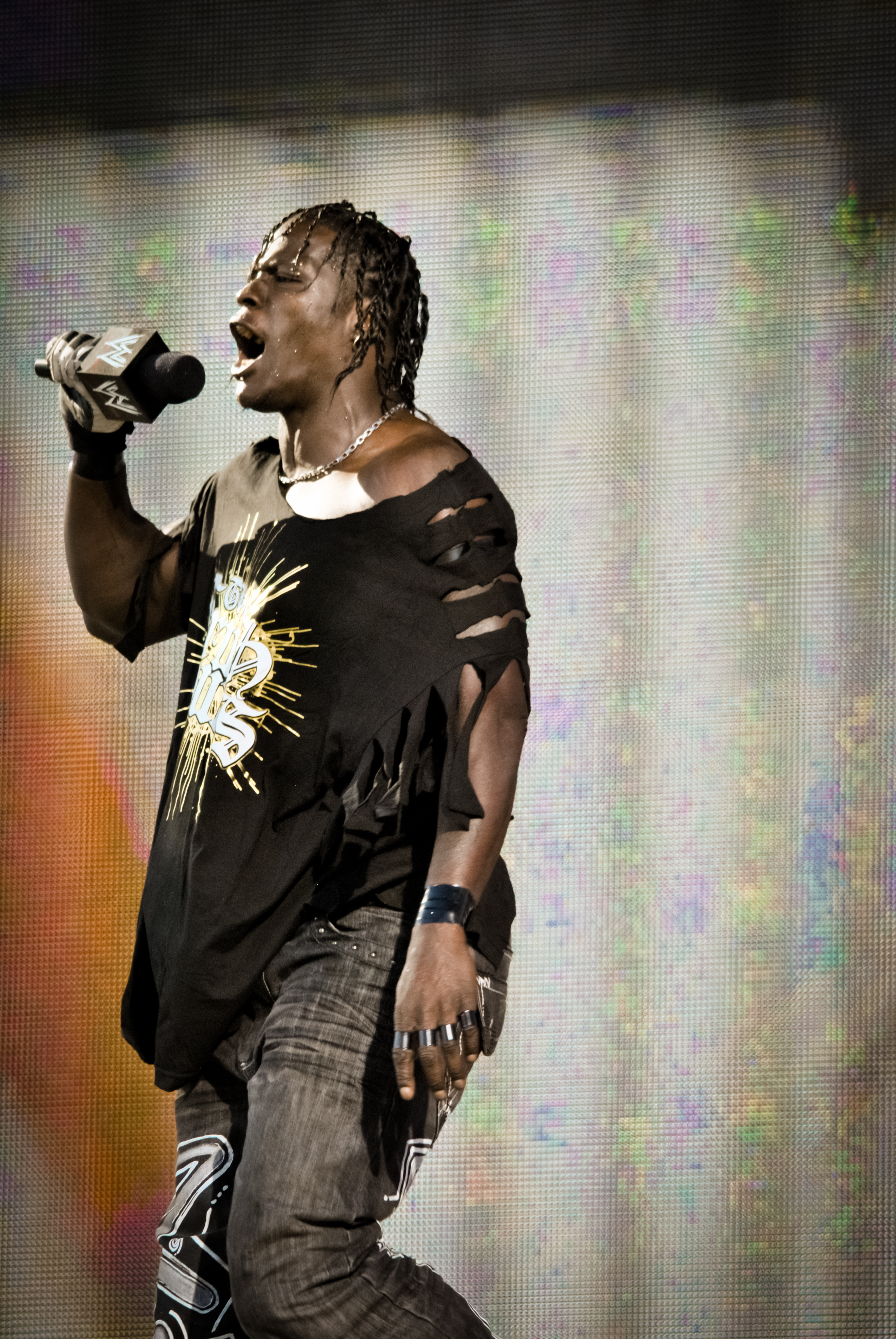
Killings en 2010.

Participó en Royal Rumble 2010, entrando como el número 25, eliminando a Mark Henry y The Big Show, siendo eliminado luego por Kofi Kingston. Luego luchó en Elimination Chamber en una Elimination Chamber por el Campeonato Mundial Peso Pesado de la WWE, pero fue eliminado por CM Punk. Tras esto, hizo pareja con John Morrison en WrestleMania XXVI y en Extreme Rules por los Campeonatos Unificados en Pareja de la WWE de The Miz & The Big Show en la primera y por una oportunidad la segunda, pero fueron derrotados. Debido al Draft, fue traspasado de SmackDown! a RAW, donde empezó un feudo con Ted DiBiase, a quien derrotó en Over the Limit. Además, el 24 de mayo ganó el vacante Campeonato de los Estados Unidos de la WWE al derrotar a The Miz. Sin embargo, lo perdió ante el mismo el 14 de junio en una lucha en la que también participaron John Morrison y Zack Ryder.
Más tarde en Fatal 4-Way obtuvo su revancha por el título pero perdió nuevamente. Tras esto, fue seleccionado para luchar en el RAW Money in the Bank en Money in the Bank, pero lo dejó vacante por un ataque de The Miz (Kayfabe). Tras el evento, hizo su regreso, atacando a The Miz e impidiendo que usara su maletín del Money in the Bank. Luego fue reclutado por John Cena para formar parte del Team RAW (John Morrison, R-Truth, Chris Jericho, Edge, John Cena, Daniel Bryan & Bret Hart), el cual enfrentó al grupo The Nexus en SummerSlam, ganando su equipo el combate y el 11 de octubre en RAW derrotó a Ted DiBiase, clasificándose para ser miembro del Team RAW en WWE Bragging Rights. En el evento, Team SmackDown (Big Show, Rey Mysterio, Jack Swagger, Edge, Alberto del Río, Tyler Reks & Kofi Kingston) derrotó al Team RAW (The Miz, Santino Marella, R-Truth, John Morrison, Sheamus, CM Punk & Ezekiel Jackson). Tras esto Eve Torres comenzó a ser su mánager. Sin embargo, sufrió una grave neumonía que le mantuvo inactivo hasta finales de 2010.

#### 2011

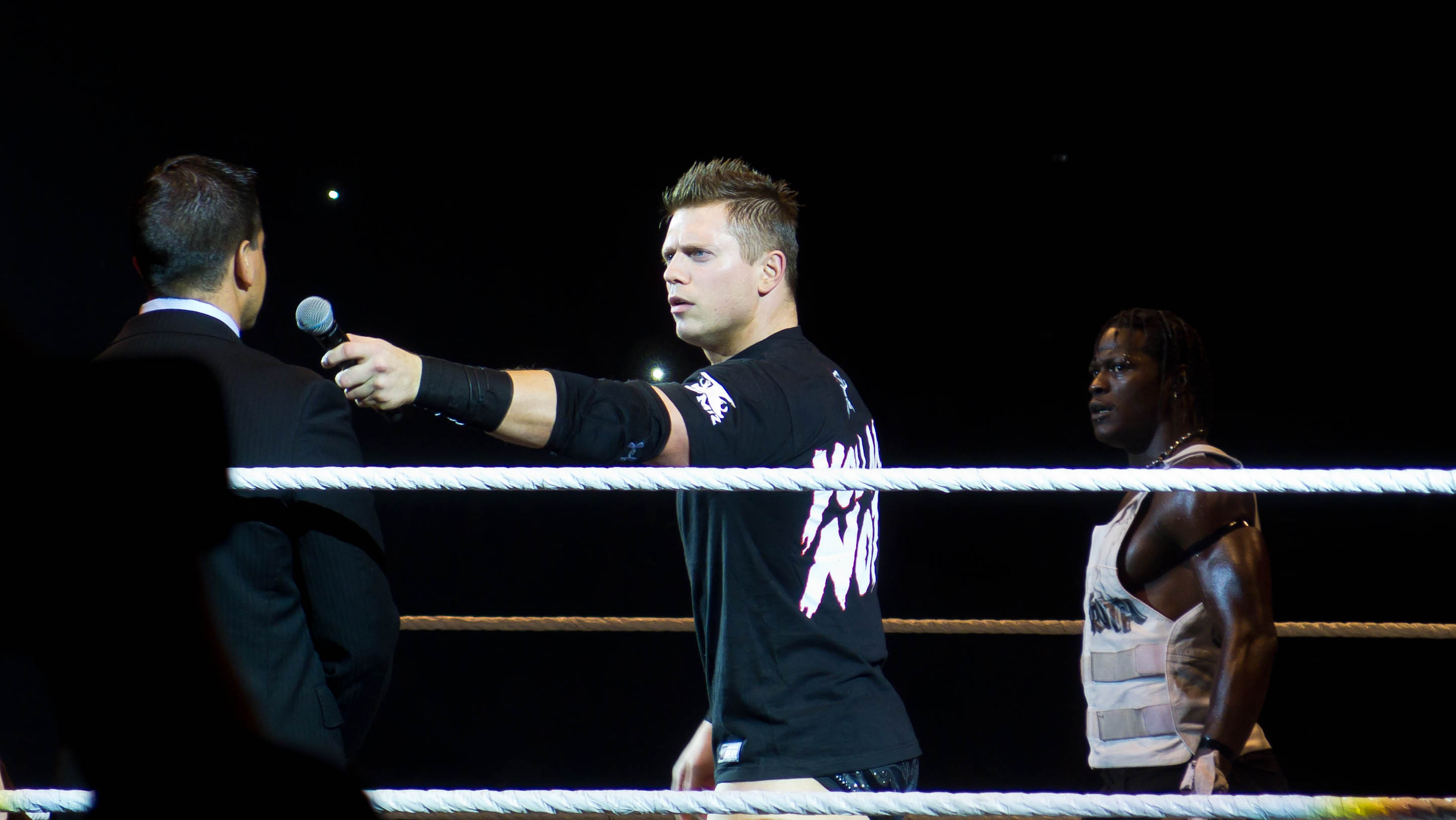
R-Truth y The Miz, como The Awesome Truth en 2011.

Participó en el Royal Rumble, pero no logró ganar, siendo eliminado por The Nexus. Luego participó en una Elimination Chamber Match en Elimination Chamber para definir al retador número uno al Campeonato de la WWE de The Miz en WrestleMania XXVII, siendo eliminado por King Sheamus y ganando John Cena el combate. Su rookie de NXT, Johnny Curtis ganó la temporada y ganaron ambos una oportunidad por los Campeonatos en Parejas de la WWE. El 11 de abril se enfrentó en RAW en un combate por relevos para decidir el retador n.º 1 por el Campeonato de la WWE ante Cena, Randy Orton, Dolph Ziggler y John Morrison. Cuando estaban en la final Cena y Truth, intervino en la lucha The Miz y el árbitro paró el combate, pactándose una lucha entre los tres en Extreme Rules. La semana siguiente fue derrotado por John Morrison quitándole así su lugar en Extreme Rules y después de la lucha atacó a Morrison cambiando así a heel. La siguiente semana, R-Truth habló sobre sus acciones, posteriormente apareció John Morrison golpeándole e iniciando así un feudo con John Morrison. Luego de esto en Extreme Rules interfirió en la lucha por el Campeonato de la WWE atacando a John Cena y a John Morrison.

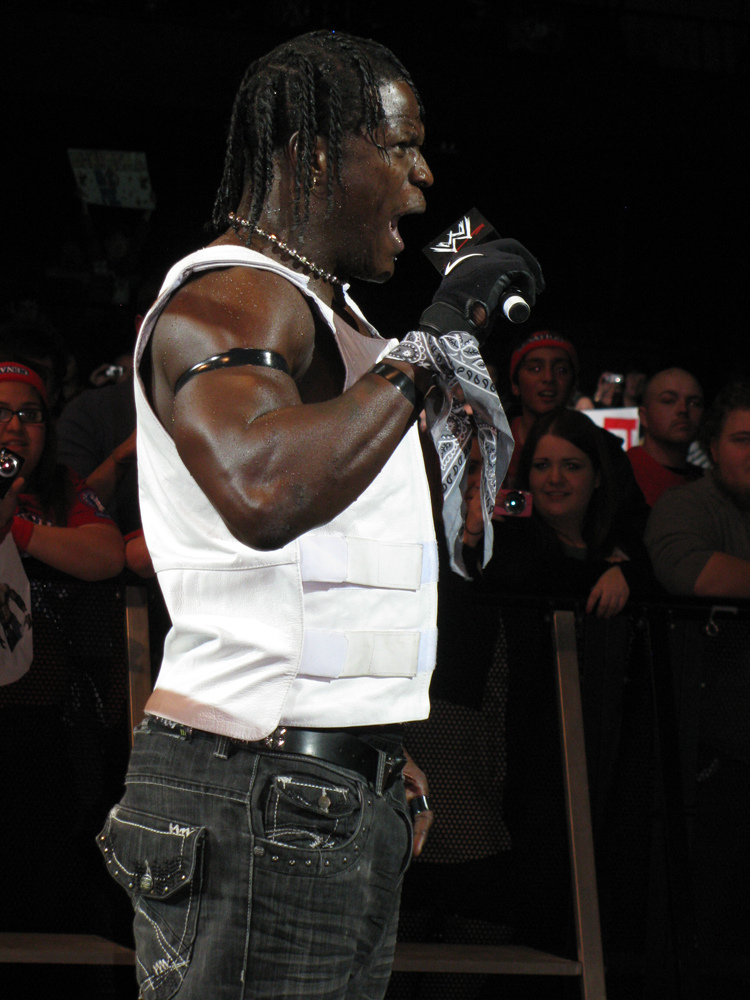
Killings en 2011.

El 9 de mayo en RAW, R-Truth reveló que su ataque contra Morrison lo dejó inactivo (en verdad, Morrison está lesionado del cuello) y atacó a Rey Mysterio cuando terminó el show, iniciando un feudo. En la edición del 16 de mayo en Raw, R-Truth ataca a Mysterio y dice que es un ladrón por haberle robado su puesto en el combate de la semana pasada. Luego de esto se pactó un combate para el 22 de mayo en Over The Limit, donde R-Truth venció a Mysterio. Tras esto, empezó un feudo con John Cena, siendo derrotado en Capitol Punishment en una lucha por el Campeonato de la WWE. En Money in the Bank, participó en el RAW Money in the Bank Ladder match, pero fue derrotado por Alberto del Río. El 18 de julio participó en el torneo por el campeonato de la WWE pero fue eliminado en la semifinal por Rey Mysterio durante el torneo el eliminó a Jack Swagger en el primer asalto. El 25 de julio fue atacado por John Morrison quien hacía su regreso. El 8 de agosto luchó contra Morrison ganando la lucha. En SummerSlam fue derrotado junto con The Miz & Alberto del Río por Morrison, Rey Mysterio & Kofi Kingston. El día siguiente en RAW perdió contra Morrison en un Falls Count Anywhere Match acabando ambos el feudo. Tras esto, empezó a hacer pareja con The Miz nombrándose como The Awesome Truth, y comenzaron un feudo con los Campeones en Parejas Air Boom (Evan Bourne & Kofi Kingston), enfrentándose en Night of Champions, perdiendo por descalificación. Ese mismo día, interfirieron en la lucha entre CM Punk y Triple H, acto por el cual fueron despedidos al día siguiente. (Kayfabe). Durante el evento Hell in a Cell, interfirieron en la lucha por el Campeonato de la WWE entre Alberto del Río, Punk y Cena hasta que fueron expulsados por Triple H. Sin embargo, el 10 de octubre, fueron contratados de nuevo por el nuevo General Mánager John Laurinaitis. Continuaron su feudo con Triple H y CM Punk, a quienes se enfrentaron en Vengeance, donde obtuvieron la victoria gracias a la interferencia de Kevin Nash. Luego, en Survivor Series, fueron derrotados por John Cena & The Rock. Al día siguiente, la WWE suspendió 30 días a Killings por violar la política antidrogas de la compañía. Para explicar su ausencia de la empresa, en RAW fue traicionado por The Miz al ser atacado por él, causándole una lesión que le mantuvo inactivo un mes (Kayfabe). Killings hizo su regreso el 26 de diciembre en RAW atacando a Miz, iniciando un feudo entre estos, cambiando a face.

#### 2012–2013
Participó en Royal Rumble, donde ingresó como el número 3, pero fue eliminado por The Miz. En Elimination Chamber, tuvo un combate contra CM Punk, The Miz, Dolph Ziggler, Chris Jericho y Kofi Kingston en un Elimination Chamber match por el Campeonato de la WWE, pero fue el primer eliminado. En Wrestlemania XXVIII formó parte del equipo de Theodore Long pero fueron derrotados por el equipo de John Laurinaitis. El 30 de abril en RAW, logró su primer Campeonato en Parejas de la WWE, junto a Kofi Kingston tras derrotar a Primo & Epico. Luego, tuvieron una exitosa en Over the Limit ante Jack Swagger & Dolph Ziggler. En Money in the Bank, Kingston & Truth derrotaron a Hunico & Camacho en un combate sin el título en juego. En ese mismo evento más tarde, Kingston & Truth comenzaron un feudo con The Prime Time Players, luego de que durante el combate de estos estuvieran como comentaristas invitados y posterior al combate, atacaran al mánager de ellos, AW. El 16 de julio en RAW retuvieron el Campeonato en Parejas ante The Prime Time Players (Titus O´Neil & Darren Young). Esto llevaría a un feudo entre ambos equipos, por lo que se volvieron a enfrentar a Prime Time Players en SummerSlam con los Campeonatos en juego, volviendo a retenerlos. Sin embargo, los perdieron en Night of Champions ante Kane & Daniel Bryan. Al día siguiente en RAW con Kingston intentaron recuperar los Campeonatos, siendo nuevamente derrotados por Kane & Daniel Bryan. Para intentar recuperar los títulos, participaron en un torneo de parejas, pero fueron eliminados en la primera ronda el 5 de octubre por Prime Time Players. Tras esto, por medio de un vídeo colgado en WWE.com, ambos acordaron separarse y centrarse en sus carreras individuales. Y luego empezó un feudo con el campeón de los Estados Unidos Antonio Cesaro, teniendo oportunidades por el título en Survivor Series y TLC: Tables, Ladders & Chairs, siendo derrotado en ambas ocasiones.
Tras esto, se ausentó por un tiempo debido a una lesión, haciendo su regreso el 18 de febrero en RAW salvando a Kofi Kingston de un ataque de Damien Sandow. Tras varios meses sin storyline, el 30 de septiembre en RAW, derrotó al Campeón Intercontinental Curtis Axel, ganando un combate titular en Battleground. Sin embargo, fue derrotado en el evento. La noche siguiente en Raw, R-Truth hizo equipo con CM Punk para enfrentar a Ryback y Curtis Axel. R-Truth recogió la victoria para su equipo tras cubrir a Axel. En la edición del 11 de octubre de SmackDown, R-Truth nuevamente enfrentó a Axel por el Campeonato Intercontinental, pero salió derrotado.

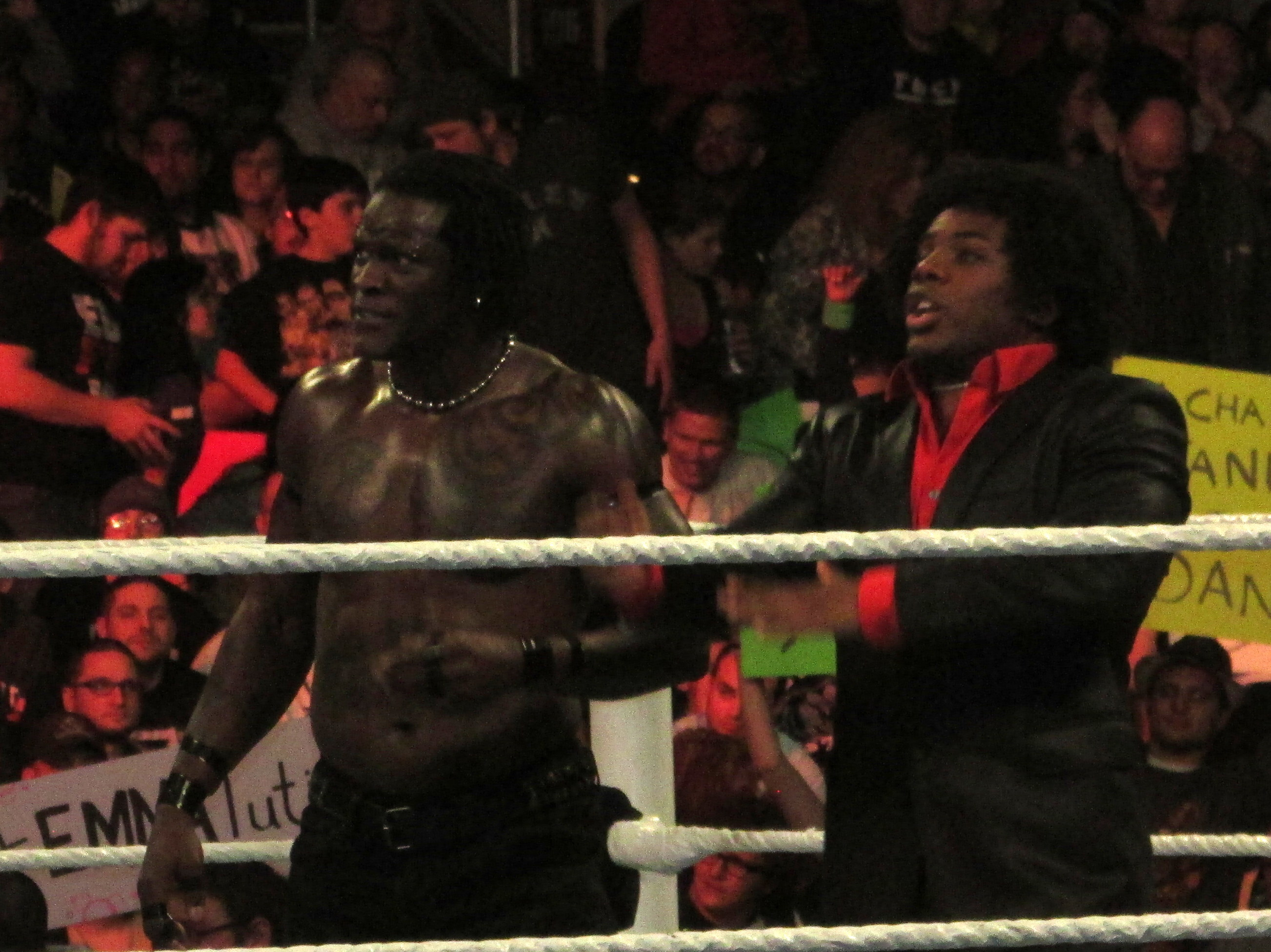
Xavier Woods (derecha) en el ring con Killings en enero de 2014.

En el episodio del 18 de noviembre de Raw, R-Truth hizo equipo con Xavier Woods, con quien ya había hecho equipo anteriormente en TNA, para derrotar a 3MB, que por esa noche fueron llamados The Rhinestone Cowboys. La semana siguiente en Raw, Woods derrotó a Heath Slater en su lucha debut estando acompañado de R-Truth y The Funkadactyls (Cameron y Naomi) y utilizando la música de entrada de Tons of Funk. En el episodio del 29 de noviembre de SmackDown, Woods comenzó una rivalidad con Brodus Clay después de que Clay tomó como ofensa que Woods usara su música de entrada y a The Funkdactyls como sus mánagers a comienzos de la semana en Raw. Más tarde esa noche, Woods sufrió su primera derrota cuando él y R-Truth perdieron ante Tons of Funk (Clay y Tensai) después de que Clay cubriera a Woods. En el episodio del 2 de diciembre de Raw, Woods y R-Truth derrotaron a Tons of Funk en una revancha después de que Woods cubrió a Clay. En TLC: Tables, Ladders & Chairs, Clay se enfrentó a R-Truth y durante el transcurso de la lucha lo atacó constantemente en lugar de ir por una victoria, por lo que Tensai, Naomi y Cameron lo dejaron en señal de protesta y Clay perdió la lucha.

#### 2014–2015
En Royal Rumble participó en el Royal Rumble Match entrando como número #13 y siendo eliminado por Dean Ambrose. En WrestleMania 30 participó en un Battle Royal en honor a Andre The Giant, pero fue eliminado por Big Show. En Extreme Rules R-Truth se enfrentó a Alexander Rusev con su compañero Xavier Woods en un 2-on-1 Handicap Match, pero perdieron. Después de este evento, el equipo de Woods y Truth silenciosamente se disolvió. En Battleground, Truth compitió en una Battle Royal de 19 hombres por el vacante Campeonato Intercontinental de la WWE, pero no pudo ganar la lucha. El 28 de julio en RAW derrotó a Bo Dallas, convirtiéndose en la primera persona que le derrota desde su debut. Tras esto, se involucró en el feudo entre Dolph Ziggler y The Miz. Miz, con un personaje de estrella de Hollywood, empezó a usar a Damien Sandow como su "doble de acción", por lo que Ziggler hizo lo mismo con R-Truth, cambiando su nombre a R-Ziggler. En Night of Champions estuvo como mánager de Ziggler en su combate contra The Miz por el Campeonato Intercontinental.
Luego de un par de meses sin relevancia y pocas apariciones, en el episodio del 19 de enero de RAW confirmó que estaría en el Rumble Match diciéndole a Rusev que todos los americanos se unirían en su contra y luego perdiendo un combate frente a Rusev. En Royal Rumble entró de #2 y protagonizó un gran momento junto a Bubba Ray Dudley haciendo movidas típicas de The Dudley Boys a The Miz, pero terminó siendo eliminado por el debido a que eran los dos únicos en el ring. El 19 de febrero derrotó a Bad News Barrett en SmackDown!, durante las siguientes semanas, ha sido invitado para comentarista en los duelos de Barrett y Dean Ambrose, y en cada aparición, escondía el Campeonato Intercontinental. El 9 de marzo en Raw, aprovechó la trifulca y tomó de nuevo el Campeonato, y luego Barrett le exigió que le entregara la bolsa con el título, pero le dio uno de exhibición, quedándose el con el verdadero. En WrestleMania 31 se enfrentó a Barrett, Ambrose, Dolph Ziggler, Stardust, Luke Harper y Daniel Bryan por el Campeonato Intercontinental, pero ganó este último. En el Raw del 27 de abril le ganó a Stardust para competir en las semifinales del torneo King Of The Ring, frente a Bad News Barrett, luego perdió frente a este último, así quedando fuera del torneo. En Payback, venció a Stardust en el Kick-Off del evento. En Elimination Chamber participó en un Elimination Chamber Match por el vacante Campeonato Intercontinental, pero fue ganado por Ryback. En las siguientes semanas, Truth se burló de Barrett, vistiendo con su corona y capa de Kinf Of The Ring. En el pre-show de Money In The Bank derrotó a Barrett. En Battleground se volvió a enfrentar a Barret por la corona, siendo derrotado y terminando el feudo.

#### 2016-2017

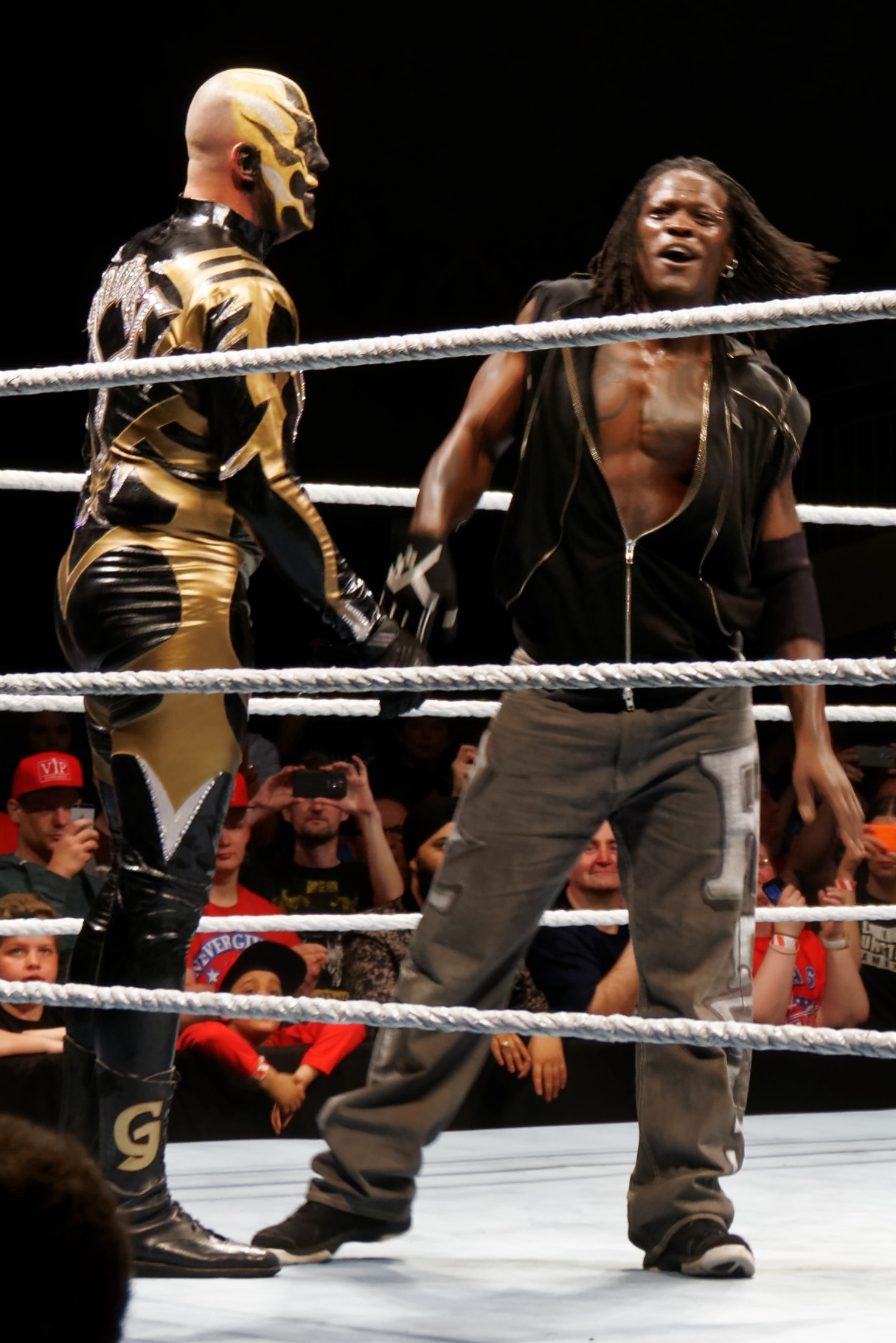
Truth junto a Goldust en abril de 2016.

En las grabaciones de Smackdown del 21 de enero, el roster de WWE le festejó su cumpleaños dándole una sorpresa. Participó en el Royal Rumble pero fue eliminado por Kane. En los meses de enero a abril, Goldust tenía segmentos junto con R-Truth, pidiéndole que fuera su compañero de equipo, pero no aceptó aún con el público apoyándoles. En Fastlane fue derrotado por Curtis Axel, en donde durante la lucha apareció Goldust a favor del. En WrestleMania 32, R-Truth entró en el André the Giant Memorial Battle Royal en un esfuerzo perdido. El 21 de abril en Smackdown participó en una lucha contra Fandango con Goldust como árbitro especial, ganando. El 12 de mayo, The Gorgeous Truth (R-Truth y Tyler Breeze) hicieron equipo enfrentándose a GoldDango (Goldust y Fandango), sin embargo durante la lucha Breeze y Fandango atacaron a sus respectivos compañeros. Tras ello, el 16 de mayo R-Truth por fin accedió a ser compañero de Goldust, haciéndose llamar Golden Truth, pero fueron derrotados por Breezango (Breeze y Fandango). En el Kick-Off de Money in the Bank Golden Truth derrotó a Breezango.
El 19 de julio en el Draft 2016, fue elegido por la marca roja Raw. Poco después, comenzarían un feudo con Primo & Epico. El 17 de octubre, Mark Henry & The Golden Truth derrotaron a Titus O'Neil & The Shining Stars (Primo y Epico). El 24 de octubre, The Golden Truth, acompañados por Mark Henry, derrotaron a Primo & Epico. En noviembre, Goldust y Truth fueron anunciados para formar parte del Team Raw en Survivor Series, en la categoría de equipos, sin embargo Truth le vendió los cupos a Primo y Epico a cambio de un viaje a Puerto Rico. El 7 de noviembre fueron derrotados por Primo y Epico, terminando su feudo.
El 14 de febrero de 2017 en el episodio de Main Event, Truth se unió al equipo de comentarios reemplazando a Austin Aries. En WrestleMania 33 participó en la habitual battle royal en honor a Andre the Giant, pero fue eliminado por Dolph Ziggler. El 1 de mayo, Goldust y Truth le pidieron al GM de Raw Kurt Angle una oportunidad por los Raw Tag Team Championship. El 8 de mayo tuvieron dicha oportunidad en un No. 1 Contenders' Tag Team Turmoil Match, pero fueron eliminados por Cesaro & Sheamus. En el episodio del 15 de mayo de Raw, durante una promo, Goldust atacó a R-Truth, terminando con The Golden Truth. Tras esto, ambos tuvieron diversos careos y ataques. El 10 de julio ambos se enfrentaron, siendo derrotado y terminando el feudo. El 14 de agosto se iba a enfrentar a Elias Samson, sin embargo antes del combate fue atacado por el mismo. Debido a esto, ambos se enfrentaron la semana siguiente, saliendo derrotado. El 28 de agosto en Raw participó en un battle royal por ser el contendiente #1 al Campeonato Intercontinental, pero fue eliminado.

#### 2018
El 17 de abril, durante el WWE Superstar Shake-up, R-Truth fue enviado a SmackDown, durante los primeros meses en la marca, Truth participó en segmentos de comedia con Tye Dillinger, a menudo con respecto a los malentendidos de él.
Durante el verano, Truth comenzó a verse envuelto en ángulos con la que en ese entonces era la Campeona Femenina de Smackdown, Carmella, alegando que tendría una oportunidad contra el Campeón de los Estados Unidos Shinsuke Nakamura, finalmente se le otorgó un duelo contra Nakamura el 7 de agosto, pero perdió. El 4 de septiembre, Carmella finalmente aceptó acompañarlo a su lucha contra The Miz después de que Maryse, la mujer de este, la insultara delante de Truth y él fuera a contárselo rápidamente. Truth ganó gracias a una distracción de Daniel Bryan, y fue su primera victoria en un combate individual televisado desde mayo de 2016. También se anunció que R-Truth y Carmella se unirían para la segunda temporada del Mixed Match Challenge, nombrándose a sí mismos como True Money. Pese a perder tres combates en la primera ronda, derrotaron a Rusev y Lana el 20 de noviembre para clasificarse en los playoffs. Truth y Carmella derrotaron a Jeff Hardy y Charlotte Flair en los cuartos de final, y a The Miz y Asuka en las semifinales. En TLC derrotaron a Jinder Mahal y Alicia Fox, ganando el torneo Mixed Match Challenge y consiguiendo la oportunidad de entrar con el número #30 en el Royal Rumble Match. El 24 de diciembre fue atacado por Daniel Bryan, en un segmento junto a Carmella.

#### 2019

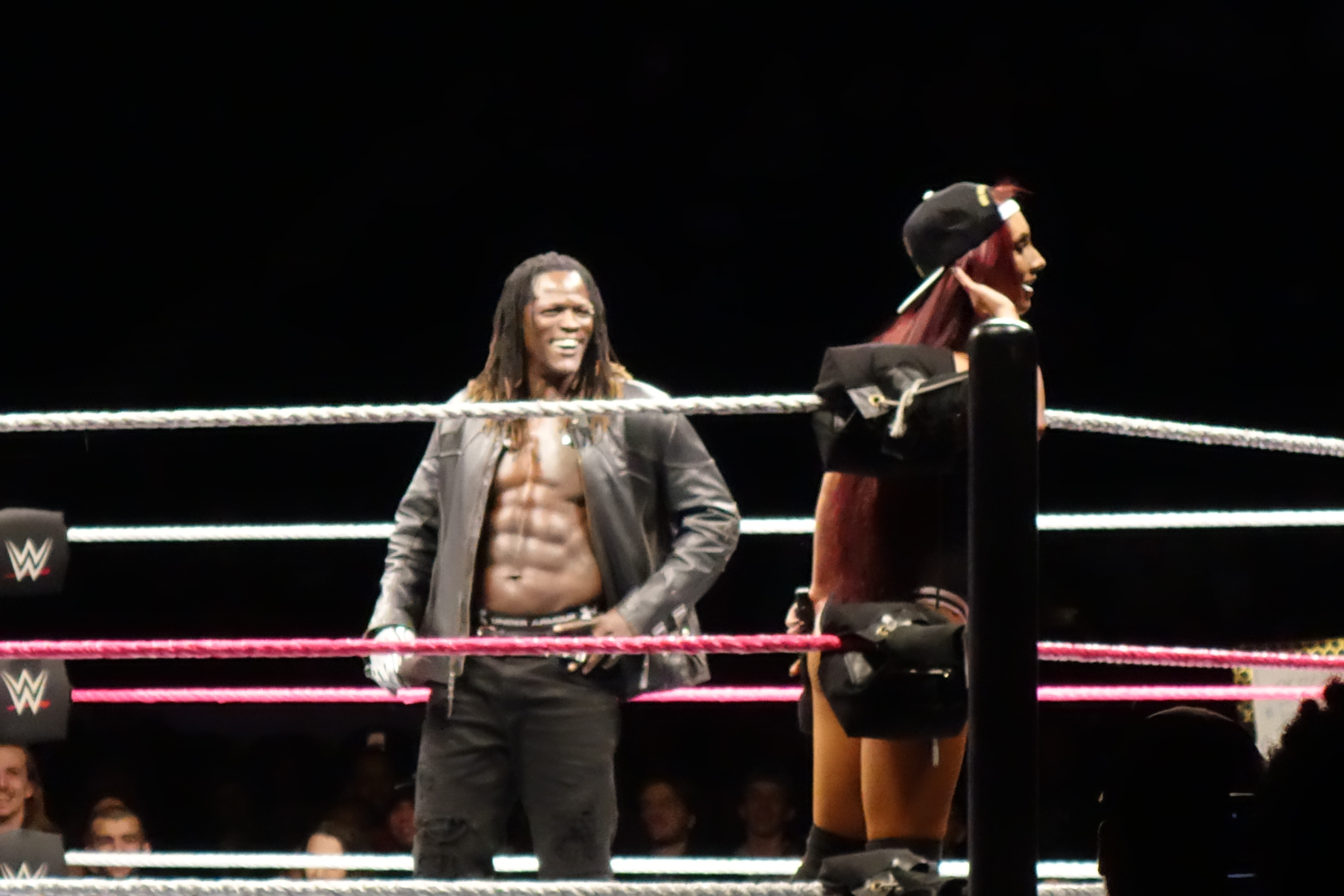
Desde 2018, R-Truth entabló una amistad con Carmella, ganando incluso el torneo Mixed Match Challenge.

Hizo su regreso el 8 de enero atacando a Daniel Bryan en venganza de lo ocurrido dos semanas antes. Ese mismo día se enfrentó a Bryan, siendo derrotado. El 27 de enero participaría en Royal Rumble con el número 30, pero antes de entrar fue atacado por Nia Jax, ocupando esta su lugar.
El 29 de enero en SmackDown, Truth derrotó a Shinsuke Nakamura ganando por segunda vez el Campeonato de los Estados Unidos. Después del combate apareció Rusev, quien pidió una oportunidad por el título, derrotándole y reteniendo el título la misma noche. El 26 de febrero retuvo el título ante Rey Mysterio y Andrade ''Cien'' Almas en un reto abierto. Sin embargo, el 5 de marzo perdió el Campeonato de los Estados Unidos ante Samoa Joe, en un combate en el que también participaban Mysterio y Andrade. Tuvo su revancha en Fastlane ante Mysterio, Andrade y Joe, pero fue ganado por este último.
El 20 de mayo en Raw, ganó el Campeonato 24/7 tras derrotar a Robert Roode en el estacionamiento. Con esto, R-Truth se convirtió en el primer luchador en ostentar este título y el de Hardcore. El 28 de mayo en SmackDown retuvo el título ante el General Mánager de 205 Live, Drake Maverick. Ese mismo día fue atacado por Shane McMahon, Drew McIntyre y Elías, donde perdió el título ante este último. Sin embargo, minutos más tarde, tras ganar un combate junto a Roman Reings contra McIntyre y Elías, ganó de nuevo el Campeonato 24/7 tras cubrir a Elías con ayuda de Reigns. El 2 de junio, tras una partida de Golf con Carmella, perdió el título después de Jinder Mahal lo cubriera, solo para recuperarlo segundos después ante el mismo y escapar. El 4 de junio en SmackDown, volvió a perder y recuperar el título ante Elías en una lucha de leñadores. Dos días después, volvió a descuidarse y Jinder Mahal le volvió a ganar el título en el aeropuerto rumbo a Arabia Saudita. Horas más tarde lo ganó por quinta vez tras cubrir a Mahal mientras dormía en el avión que en ese momento estaba surcando el Mar Rojo. No obstante lo perdió el 18 de junio ante Maverick en SmackDown después de confundirle con Carmella. Así continuó durante todo el verano, llegando a ganar el título 13 veces, así como en la boda de Drake Maverick y Renee Michelle, en un hotel, en un consultorio médico contra Mike Kanellis o en el Día de los Fundadores de FOX donde perdió el título contra el actor Rob Stone.
En el Kick-Off de WWE Crown Jewel, participó en la 20-Man Battle Royal Match por una oportunidad al Campeonato de los Estados Unidos de AJ Styles, sin embargo fue eliminado por Andrade. Durante los siguientes semanas, estuvo perdiendo y ganando el Campeonato 24/7 ante el jugador de baloncesto Enes Kanter, EC3 y el alcalde Glenn Jacobs. El 23 de septiembre en Raw, Carmella traicionó a Truth y lo cubrió para ganar el título. Sin embargo, al igual que Carmella apoyo a Truth, el también la apoyó a ella, y la ayudo a recuperar el título contra Marshmello. En Hell in a Cell derroto a Tamina para recuperar el título. Durante el Draft, Carmella fue mandanda a Smackdown, disolviendo su alianza. Durante los meses siguientes, tuvo feudos con The Singh Brothers, Akira Tozawa, Riddick Moss y Mojo Rawley en torno al Campeonato 24/7. Incluso lo llegó a ganar contra Papá Noel en las calles de Nueva York el 22 de diciembre.

#### 2020
Empezando el 2020, en el Raw del 13 de enero fue atacado por Brock Lesnar durante un segmento en el ring, después de que el mismo Lesnar se riera de todo lo que Truth decía. Gracias a eso Mojo Rawley lo cubrió, perdiendo el Campeonato 24/7 de la WWE. En el WWE Live del 17 de enero derrotó a Mojo Rawley ganando el Campeonato 24/7, siendo este su reinado #31.
El 27 de febrero en Super ShowDown celebrado en Arabia Saudí, R-Truth participó en una Gauntlet Match de 6 hombres por el Trofeo Tuwaiq donde entró primero y consiguió derrotar a Bobby Lashley, Andrade y Erick Rowan, aunque terminó eliminado ante AJ Styles. El combate finalmente lo ganaría The Undertaker. En la primera noche de WrestleMania 36, volvió a perder el Campeonato 24/7 a manos de Mojo Rawley. En Money in the Bank, originalmente se tenía que enfrentar a MVP, sin embargo, Bobby Lashley salió a reemplazarlo, siendo derrotado por Lashley. Al día siguiente en Raw, junto a Cedric Alexander & Ricochet derrotaron a MVP, Brendan Vink & Shane Thorne, después del combate fue atacado por Lashley. A principios de junio, R-Truth recupero el título al intervenir en la casa de Rob Gronkowski y arrebatárselo. El 15 de junio en Raw tuvo que defender el Campeonato de la WWE junto a Drew McIntyre derrotando a MVP y Bobby Lashley, reteniendo McIntyre el título. 
Durante el resto de 2020, estuvo siendo perseguido por luchadores como Akira Tozawa, Shelton Benjamin, Drew Gulak y Lince Dorado entre otros para ganar su Campeonato 24/7, así como en Survivor Series lo perdió contra The Gobbledy Gooker, pero lo recupero más tarde al cubir a Akira Tozawa. El 31 de diciembre fue derrotado por Angel Garza en una fiesta de TikTok, perdiendo el título.

#### 2021
El 4 de enero de 2021 en Raw, R-Truth recuperó el Campeonato 24/7 tras cubrir a Angel Garza con la ayuda de The Boogeyman y Torrie Wilson. En Royal Rumble interrumpió el Women's Royal Rumble Match para ser cubierto por Alicia Fox, pero lo recuperó segundos más tarde ante la misma.
El 15 de marzo en Raw, R-Truth recupero el Campeonato 24/7, perdido hace casi 1 mes atrás ya que le devolvió el mismo de parte de Bad Bunny, ya que es una estrategia para prepararse en un futuro combate en parejas en WrestleMania 37. En el Raw del 28 de junio, participó en un Over The Tope Rope Battle Royal para reemplazar a Randy Orton en el Last Chance Triple Threat Match clasificatorio al Men's Money In The Bank Ladder Match en Money in the Bank, sin embargo fue eliminado por Jinder Mahal, después de ser eliminado, atacó a Drew Gulak con un "Lie Detector" en ringside, ganando el Campeonato 24/7 por quincuagésima segunda vez, pero segundos después fue atacado por Akira Tozawa con un "Cannon Ball" desde el filo del ring, perdiendo el título, luego comenzó a perseguir a Tozawa.
En Survivor Series, participó en el 25-Man Dual Brand Battle Royal en conmemoración a los 25 años de carrera de The Rock, sin embargo fue eliminado por Otis.

#### 2022
Comenzando el 2022, R-Truth junto con Akira Tozawa & Tamina continuaron persiguiendo a Dana Brooke & Reggie intentando conseguir el Campeonato 24/7 de la WWE durante las siguientes semanas en Raw. Fue uno de los participantes en la André the Giant Memorial Battle Royal efectuado en el SmackDown previo a WrestleMania 38, pero fue eliminado por Damian Priest.
En el episodio del 20 de junio de Main Event, R-Truth ganó por 53° vez el Campeonato 24/7 tras cubrir a Tozawa, sólo para perderlo ante Nikki A.S.H. segundos después. En el episodio del 4 de julio de Raw, se disfrazó del Tio Sam dando una promo humorística sobre el Día de la Independencia. Esa misma noche, fue derrotado por Gunther. Tras meses limitándose a competir en live shows de WWE donde tuvo varios intentos de capturar el Campeonato 24/7, R-Truth nuevamente apareció en el Raw del 24 de octubre, llevándose una victoria sobre The Miz con ayuda de Dexter Lumis. Días después hizo su primera aparición en NXT, interrumpiendo una promo de Grayson Waller hablando sobre su derrota ante Wes Lee en Halloween Havoc, aunque creyendo erróneamente que el evento era el mismo día y no el sábado 22, a lo que Waller le hizo entrar en razón. Tras burlarse de su acento australiano, fue atacado por Waller. Luego se anunció un combate para el siguiente episodio de NXT, donde R-Truth cayó derrotado ante Waller al sufrir una lesión legitima justo en el momento de lanzarse sobre este, dejándolo sin seguir compitiendo.

#### 2023
Durante su ausencia del ring, fue uno de los luchadores en los que no fue incluido en las transferencias del Draft, precisamente por lesión que sufrió en noviembre de 2022. Fue designado como agente libre.
El 25 de noviembre de 2023, en el evento Survivor Series: WarGames, R-Truth hizo su regreso a la programación de WWE apareciendo en un segmento tras bastidores con Alpha Academy y Pretty Deadly. Al siguiente episodio de Raw apareció en otro segmento, en esta ocasión con The Judgment Day donde los convencería de formar parte su equipo en el combate de WarGames en Survivor Series, a lo que Damian Priest le refresca la memoria diciéndole que ese combate ya sucedió dos días atrás. 
En diciembre, R-Truth comenzó una historia con The Judgment Day en la que se creía un miembro del grupo, pero esto terminó cuando la totalidad de ellos le atacaron en el episodio del 11 de diciembre de Raw. En el episodio del 18 de diciembre, derrotó a JD McDonagh en un Miracle on 34th Street Fight donde el perdedor dejaría The Judgment Day y el ganador se quedaría, pero McDonagh todavía era considerado miembro.

#### 2024-2025
En el especial de Año Nuevo de Raw, se reunió con su excompañero de parejas The Miz y derrotó a McDonagh y Mysterio en su primer combate como equipo desde 2019. Durante las siguientes semanas, The Miz intentó varias veces convencer a R-Truth de que no era miembro de The Judgment Day, a pesar de sus insistencias. El 27 de enero en Royal Rumble, participó en el Royal Rumble match masculino en el puesto n.° 24, durando tres minutos antes de ser eliminado por Damian Priest. En el siguiente episodio de Raw, R-Truth fue atacado por The Judgment Day después de que declararan oficialmente que no era miembro del grupo, y Miz intentó salvarlo, pero ambos fueron golpeados por el grupo.
En el episodio del 18 de marzo de Raw, The Awesome Truth derrotó a Indus Sher (Veer y Sanga) para clasificarse para el six-pack ladder match por el Campeonato Indiscutible de Parejas de WWE en WrestleMania XL. En la noche 1 de WrestleMania el 6 de abril, R-Truth subió la escalera y recuperó el Campeonato de Parejas de Raw para ganar los títulos, dándole a Truth su primera victoria en el evento más importante de WWE. En el episodio del 15 de abril de Raw, el Campeonato de Parejas de Raw pasó a llamarse Campeonato Mundial de Parejas y el dúo recibió nuevos cinturones de campeonato; la semana siguiente, defendieron con éxito sus títulos contra #DIY (Johnny Gargano y Tommaso Ciampa). 
En el episodio del 24 de junio de Raw, R-Truth y The Miz perdieron los títulos ante Bálor y McDonagh después de la interferencia de Carlito, Dominik y Liv Morgan, poniendo fin a su reinado a los 79 días. En el episodio del 30 de septiembre de, fue atacado por The Miz y siendo abandonado por este, lo que resultaba en la disolución de The Awesome Truth.
El 25 de mayo de 2025, R-Truth se enfrentó al campeón indiscutible de la WWE, John Cena. Durante su entrada, Truth rindió homenaje al personaje babyface clásico de Cena, vistiéndose como él y utilizando su icónica música de entrada, mientras Cena desempeñaba un rol de heel en ese momento. Cena terminó derrotando a R-Truth en dicho combate. El 30 de mayo de 2025, R-Truth tuvo su último combate en la WWE en un episodio de Friday Night SmackDown, enfrentándose a JC Mateo, donde resultó derrotado. El 1 de junio de 2025, WWE anunció que no renovaría el contrato de R-Truth, marcando así su salida oficial de la empresa tras una extensa y destacada trayectoria. 
Apenas pocos días después de ser despedido, R-Truth volvió a firmar contrato con WWE debido, principalmente, al gran apoyo recibido por los fans, regresando en Money in the Bank atacando a John Cena.
Apareció posteriormente en el RAW del 9 de Junio, presentándose bajo su verdadero nombre Ron Killings (aunque para los comentaristas y anunciadores seguían presentándolo como R-Truth) y con una actitud mucho más seria cortándose sus características trenzas, con ésto cambiando a tweener.

## Vida personal
El 7 de abril de 2011, Killings se casó con su entonces novia Pamela. Su primera hija nació el 15 de noviembre de 2014.

## Discografía
Álbumes de estudio
- 2003: Invinceable
- 2016: Killingit

Sencillos
| Año  | Canción                                              | Álbum     |
| ---- | ---------------------------------------------------- | --------- |
| 2015 | What' Cha Do to Get It (con Black Pearl, JA y Big D) | Killingit |
| 2015 | Pump It Up (con Black Pearl y Iya Champs)            | Killingit |
| 2015 | Rep My City (con Chop Blade)                         | Killingit |
| 2015 | Me Myself and I                                      | Killingit |
| 2016 | I Be Like                                            | Sin álbum |
| 2017 | Back Against the Wall (con Laroo RTK)                | Sin álbum |
| 2018 | That'z Endurance (con Mannish Mania)                 | Sin álbum |
| 2019 | Dance Break (con J-Trx)                              | Sin álbum |
| 2019 | Run It (con Leah Van Dale y J-Trx)                   | Sin álbum |
| 2020 | Set It Off                                           | Sin álbum |

## Campeonatos y logros
- Cyberspace Wrestling Federation

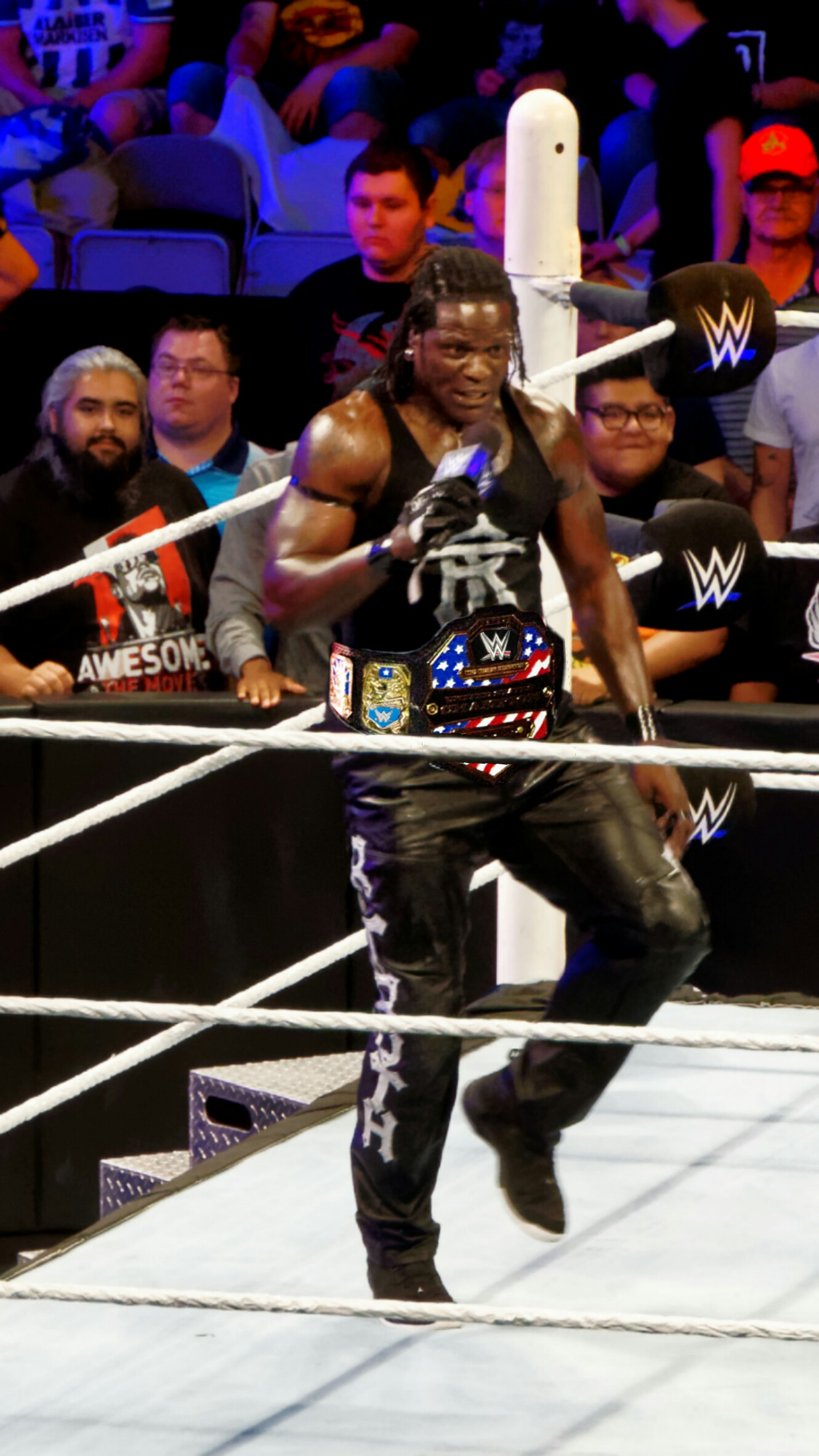
R-Truth como campeón de los Estados Unidos.

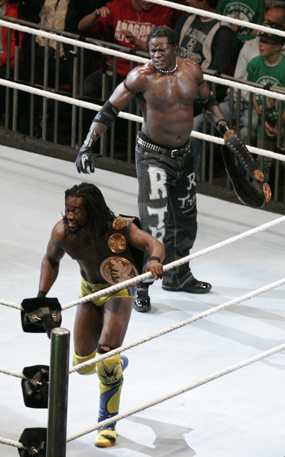
R-Truth y Kofi Kingston como campeones en parejas de WWE.

  - CSWF Heavyweight Championship (1 vez)[115]

- Memphis Championship Wrestling
  - MCW Southern Heavyweight Championship (2 veces)[116]

- NWA Wildside
  - NWA Wildside Television Championship (1 vez)[117]

- Total Nonstop Action Wrestling
  - NWA World Heavyweight Championship (2 veces)[118]
  - NWA World Tag Team Championship (2 veces) – con B.G. James & Konnan[119]
  - TNA World Tag Team Championship (1 vez) – con Pacman Jones[120]

- World Wrestling Federation/Entertainment/WWE
  - WWE United States Championship (2 veces)
  - WWF Hardcore Championship (2 veces)
  - WWE 24/7 Championship (53 veces)
  - WWE/Raw Tag Team Championship (1 vez) – con Kofi Kingston
  - World Tag Team Championship (1 vez) - con The Miz
  - Mixed Match Challenge 2 (2018) – con Carmella
  - Slammy Award (2 veces)
    - Best Musical Performance (2008)
    - LOL Moment of the Year (2015)[121]

- Pro Wrestling Illustrated
  - Equipo del año (2012) con Kofi Kingston[122]
  - Situado en el N.º 172 en los PWI 500 de 2000[123]
  - Situado en el N.º 131 en los PWI 500 de 2001[124]
  - Situado en el N.º 194 en los PWI 500 de 2002[125]
  - Situado en el N.º 48 en los PWI 500 de 2003[126]
  - Situado en el N.º 18 en los PWI 500 de 2004[127]
  - Situado en el N.º 50 en los PWI 500 de 2005[128]
  - Situado en el N.º 132 en los PWI 500 de 2006[129]
  - Situado en el N.º 126 en los PWI 500 de 2007[130]
  - Situado en el N.º 94 en los PWI 500 de 2008[131]
  - Situado en el N.º 80 en los PWI 500 de 2009[132]
  - Situado en el N.º 55 en los PWI 500 de 2010[133]
  - Situado en el N.º 51 en los PWI 500 de 2011[134]
  - Situado en el N.º 36 en los PWI 500 de 2012[135]
  - Situado en el N.º 58 en los PWI 500 de 2013[136]
  - Situado en el N.º 87 en los PWI 500 de 2014[137]
  - Situado en el N.º 94 en los PWI 500 de 2015[138]
  - Situado en el N.º 173 en los PWI 500 de 2016[139]
  - Situado en el N.º 216 en los PWI 500 de 2017[140]
  - Situado en el N.º 389 en los PWI 500 de 2018[141]
  - Situado en el N.º 56 en los PWI 500 de 2019[142]
  - Situado en el N.º 243 en los PWI 500 de 2020[143]
  - Situado en el N.º 203 en los PWI 500 de 2021[144]